# Активна лексика
С активната лексика се назовават думи и изрази, които се използват в ежедневието. Такива думи са растение, ходя, врата, храна, мол, салон за красота и др. Активната лексика не се ограничава до речниковите познанията на отделните хора, а от заобикалящата ги среда – семейство, приятели, интереси и др.